# Avro
Avro var en engelsk flyfabrik, der blev etableret i Manchester i 1910. Firmaet hed oprindeligt "A.V. Roe and Company", men i daglig tale kom det hurtigt til at hedde Avro. 
Avro leverede flere meget succesfulde fly til RAF under såvel 1. verdenskrig som 2. verdenskrig. Det 4-motors Lancaster bombefly fra 2. verdenskrig er nok det mest kendte af alle Avro's fly fra den periode 
Efter 2. verdenskrig er Avro mest kendt for deres store 4 motors bombefly – Avro Vulcan, samt en række mindre civile trafikfly.
I 1935 blev Avro et selskab under Hawker Siddeley, men Avro navnet blev bibeholdt på en lang række fly. I starten af 1950'erne købte Hawker Siddeley en canadisk flyfabrikant, som efterfølgende blev omdøbt til Avro Aircraft Limited (Canada). Fra denne fabrik blev der primært produceret en række fly til det canadiske luftvåben RCAF.
I juli 1963 blev Avro helt opslugt af Hawker Siddeley Aviation og navnet Avro ophørte med at eksistere. I 1970'erne indgik Hawker Siddeley Aviation i en større fusion, der førte til oprettelsen af British Aerospace. British Aerospace valgte i perioden 1994 to 2001 at bruge navnet "Avro RJ" (regional jet) til det fly der også kendes som BAe 146. 
Mest kendte flytyper er:
- Avro 504 – 1-motors jager (bi-plan) – 1. verdenskrig
- Avro Tutor – 1-motors træner (bi-plan) – 1930'erne
- Avro Lancaster – 4-motors bombefly – 2. verdenskrig
- Avro Anson – 2-motors transportfly – 2. verdenskrig
- Avro Shackleton – 4-motors maritimt overvågningsfly – 1950'erne
- Avro Vulcan – 4-motors jet bombefly – "den kolde krig"
- Avro RJ – 4-motors jet trafikfly – 1990'erne